# Roberta Flack
Roberta Cleopatra Flack (Black Mountain, 10 de febrer de 1937 — Nova York, 24 de febrer de 2025) fou una cantant i pianista estatunidenca de soul i R&B. Coneguda per èxits com «Killing Me Softly with His Song» i «The First Time Ever I Saw Your Face», la seva veu i estil van tenir una gran influència en la música popular del segle xx. El 2022 li va ser diagnosticada esclerosi lateral amiotròfica (ELA), malaltia de la qual va morir el 2025 als 88 anys.

## Trajectòria professional
Flack va començar la seva formació musical amb el piano. Amb quinze anys, va obtenir una beca per estudiar a la Universitat Howard, on es va convertir en una de les alumnes més joves de la seva història. Durant aquest període, va passar del piano al cant i va exercir com a directora adjunta de la coral universitària. Posteriorment, va treballar com a professora de música en diversos instituts mentre actuava en locals musicals de Washington DC.
A finals de la dècada de 1960, el pianista i compositor de jazz Les McCann la va descobrir, fet que va impulsar la seva carrera professional. El seu àlbum de debut, First Take (1969), la va donar a conèixer al gran públic, però va ser el 1972 quan va assolir una gran notorietat quan la seva versió de «The First Time Ever I Saw Your Face» va ser inclosa a la pel·lícula Play Misty for Me de Clint Eastwood. La cançó va arribar al primer lloc de les llistes d'èxits i li va valer un premi Grammy a la millor gravació de l'any. El 1974 va obtenir el mateix guardó amb «Killing Me Softly with His Song».
Va ser la primera artista en guanyar en solitari el premi Grammy a la millor gravació de l'any durant dos anys consecutius: el 1973 amb "The First Time Ever I Saw Your Face" i el 1974 amb "Killing Me Softly with His Song". Només U2 i Billie Eilish han aconseguit aquesta fita posteriorment.
Flack, ha estat una cantant amb una gran popularitat i èxit internacional, guanyadora de premis i reconeixements. Les seves cançons expliquen històries i són molt properes a les vides de la gent, als seus amors, la seva cultura, la política, etc., alhora que travessen un ampli panorama musical que va des del pop al soul, passant pel folk i el jazz. Va interpretar i versionar cançons d'artistes com Leonard Cohen o membres dels Beatles, demostrant una gran versatilitat. Al llarg de la seva trajectòria, va ser nominada tretze vegades als premis Grammy, i el 2020 va rebre el Grammy a la carrera artística per la seva contribució a la música.

## Discografia
- First Take (1969)
- Chapter Two (1970)
- Quiet Fire (1971)
- Roberta Flack & Donny Hathaway (amb Donny Hathaway) (1972)
- Killing Me Softly (1973)
- Feel Like Makin' Love (1975)
- Blue Lights in the Basement (1977)
- Roberta Flack (1978)
- Roberta Flack Featuring Donny Hathaway (1980)
- I'm the One (1982)
- Born to Love (1983) (amb Peabo Bryson) (1983)
- Oasis (1988)
- Set the Night to Music (1991)
- Stop the World (1992)
- Roberta (1994)
- The Christmas Album (1997)
- Let It Be Roberta (2012)

Font: